# HMCS Bonaventure (CVL 22)
HMCS Bonaventure là một tàu sân bay thuộc lớp Majestic, nguyên được đặt lườn cho Hải quân Hoàng gia Anh dưới tên gọi HMS Powerful. Nó đã phục vụ cho Hải quân Hoàng gia Canadan và Bộ chỉ huy Các lực lượng Hải quân Canada từ năm 1957 đến năm 1970 và là chiếc tàu sân bay cuối cùng phục vụ cho Canada.

## Thiết kế – Chế tạo – Sở hữu
HMS Powerful được đặt lườn tại xưởng đóng tàu của hãng Harland and Wolff ở Belfast vào ngày 21 tháng 11 năm 1943 và được hạ thủy vào ngày 27 tháng 2 năm 1945. Công việc chế tạo nó bị tạm dừng sau khi Chiến tranh Thế giới thứ hai kết thúc, và đã không được tiếp tục cho đến khi được Hải quân Hoàng gia Canada mua lại vào đầu những năm 1950. Canada vốn đang tìm kiếm sự thay thế cho tàu sân bay hạng nhẹ thời Đệ Nhị thế chiến Magnificent (một chiếc cùng lớp Majestic) và chiếc Warrior, vốn được xem là không phù hợp cho hoạt động của thế hệ máy bay phản lực. Nhiều tàu sân bay dư thừa của cả Anh và Mỹ đã được cân nhắc; và chiếc HMS Powerful chưa hoàn tất, một tàu sân bay hạng nhẹ thuộc lớp Majestic, đã được chọn và được mua lại từ Hải quân Hoàng gia Anh vào năm 1952, với điều kiện là nó sẽ được trang bị sàn đáp chéo góc và máy phóng hơi nước.

## Lịch sử hoạt động
HMCS Bonaventure, tên được đặt theo đảo Bonaventure, một nơi trú ẩn của chim trong vịnh St. Lawrence, được đưa vào hoạt động cùng Hải quân Hoàng gia Canada sau khi hoàn tất việc tái trang bị và hiện đại hóa vào ngày 17 tháng 1 năm 1957. Chiếc soái hạm mới của hải quân, thường được gọi một cách trìu mến là "Bonnie", mang theo một lực lượng không quân phối thuộc bao gồm 34 chiếc máy bay tiêm kích phản lực McDonnell Douglas F2H-3 Banshee, máy bay chống tàu ngầm Grumman CS2F Tracker (được chế tạo bởi de Havilland tại Toronto), và máy bay trực thăng Sikorsky HO4S.
Ngay cả khi được tái trang bị, việc hạ cánh một chiếc Banshee rất chật vật trên sàn đáp tương đối ngắn của Bonaventure. Những chiếc máy bay Tracker cánh rộng cũng gặp khó khăn. Dù vậy, nhờ sự chịu khó và hết lòng của thủy thủ đoàn, vào năm 1958 Bonaventure đã có thể duy trì hoạt động không quân liên tục ngày và đêm, giữ cho bốn chiếc Tracker và hai chiếc HO4S luôn ở trên không trung vào mọi lúc, kiểm soát một phạm vi rộng gần 700 km² bằng máy bay chống tàu ngầm. Điều này đã khiến cho Hải quân Hoàng gia Canada trở thành lực lượng hải quân duy nhất ngoại trừ Hải quân Hoa Kỳ có thể duy trì hoạt động không quân liên tục trên không.
Những chiếc Banshee được cho nghỉ hưu vào năm 1962. Đến năm 1964 kiểu máy bay trực thăng mới CHSS-2 Sea King được bổ sung vào liên đội không quân của Bonaventure. Đến năm 1966, chiếc tàu sân bay vào ụ tàu tại Quebec trải qua một đợt tái trang bị, kéo dài 18 tháng và tốn kém 11 triệu Đô-la Canada. Sau khi thống nhất các Lực lượng vũ trang Canada vào năm 1968, Bonaventure được cho ngừng hoạt động tại Halifax vào ngày 3 tháng 7 năm 1970 và được tháo dỡ tại Đài Loan vào năm 1971. Các linh kiện từ máy phóng hơi nước của Bonaventure được sử dụng để tái chế lại máy phóng trên tàu sân bay Australia HMAS Melbourne.

## Đặc tính

### Ban đầu
- Lượng rẽ nước: 16.000 tấn (tiêu chuẩn); 19.920 tấn (đầy tải)
- Kích thước: 192,02 × 24,38 × 7,47 m (630 ft × 80 ft × 24 ft 6 in)
- Lực đẩy: turbine hơi nước Parsons; 4 × nồi hơi Admiralty, áp suất 2.400 kPa (350 psi); 2 × trục; công suất 40.000 mã lực (30 MW)
- Tốc độ: 45 km/h (24,5 knot)
- Sàn đáp: 214,58 × 34,29 m (704 ft × 112 ft 6 in)
- Quân số: 1.200; 1.370 thời chiến
- Vũ khí: 4 × pháo nòng kép 76 mm (3 in)/50; 3 × pháo chào 6 pounder
- Cảm biến: Radar dò tìm trên không AN/SPS-12; radar dò tìm mặt biển AN/SPS-10; radar dò độ cao SPS-8
- Máy bay: 34 máy bay; bao gồm:
  - Phi đội HS 50: Sikorsky HO4S
  - Phi đội 870 và VF 871: McDonnell F2H-3 Banshee
  - Phi đội VS 880 và VS 881: Grumman CS2F Tracker

### Sau khi tái trang bị năm 1967 (các thay đổi được in đậm)
- Lượng rẽ nước: 16.000 tấn (tiêu chuẩn); 19.920 tấn (đầy tải)
- Kích thước: 192,02 × 24,38 × 7,47 m (630 ft × 80 ft × 24 ft 6 in)
- Lực đẩy: turbine hơi nước Parsons; 4 × nồi hơi Admiralty, áp suất 2.400 kPa (350 psi); 2 × trục; công suất 40.000 mã lực (30 MW)
- Tốc độ: 45 km/h (24,5 knot)
- Sàn đáp: 214,58 × 34,29 m (704 ft × 112 ft 6 in)
- Quân số: 1.200; 1.370 thời chiến
- Vũ khí: 4 × pháo nòng kép 76 mm (3 in)/50; 3 × pháo chào 6 pounder
- Cảm biến: Radar dò tìm trên không AN/SPS-501; radar dò tìm mặt biển AN/SPS-10
- Máy bay: 21 máy bay; bao gồm:
  - Phi đội HS 50: Sikorsky HO4S
  - Phi đội HS 50, HU 21 và VX 10: Sikorsky CHSS-2 Sea King
  - Phi đội VS 880 và VS 881: Grumman CS2F Tracker